# (1866) Сизиф
(1866) Сизи́ф (др.-греч. Σίσυφος) — самый крупный околоземный астероид из группы аполлонов, который характеризуется сильно вытянутой орбитой, из-за чего он в процессе своего движения вокруг Солнца пересекает не только орбиту Земли, но и Марса. Он был открыт 5 декабря 1972 года швейцарским астрономом Паулем Вильдом в обсерватории Циммервальда и назван в честь Сизифа, героя одноимённого мифа, который был приговорён богами вечно вкатывать на гору тяжёлый камень, который, едва достигнув вершины, каждый раз скатывается вниз.  

Орбита астероида Сизиф и его положение в Солнечной системе
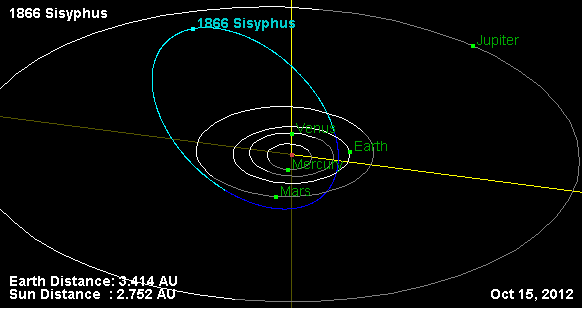
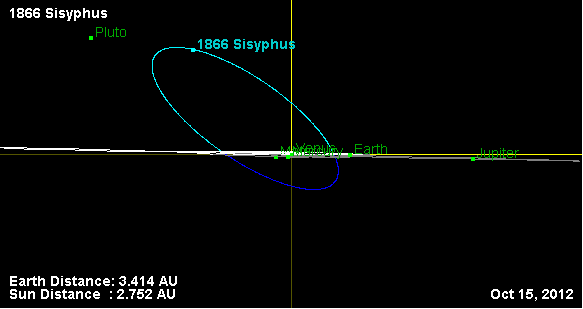
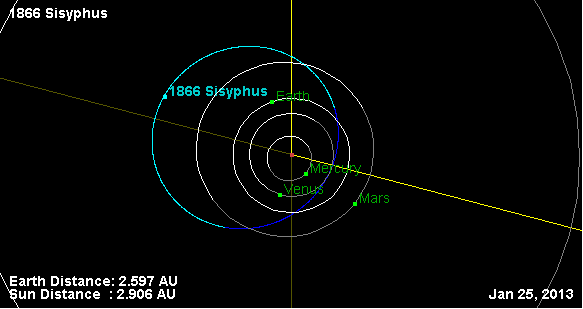

Размер Сизифа сравним с размером астероида, вызвавшего гибель динозавров и оставившего после себя кратер Чиксулуб. Максимального блеска этот аполлон достигнет 26 ноября 2071 года, когда он пролетит мимо Земли на минимальном расстоянии в 0,116 а. е. (17,4 млн км). В этот день его видимая звёздная величина достигнет значения 10,0 m и он станет одним из ярчайших астероидов в своём классе. Впрочем на момент открытия, 25 ноября 1972 года, его звёздная величина была ещё больше и составляла 9,0m.